# Ананур
Анану́р (рос. Ананур, марій. Аҥанур) — присілок у складі Сернурського району Марій Ел, Росія. Входить до складу Кукнурського сільського поселення.

## Населення
Населення — 407 осіб (2010; 377 у 2002).
Національний склад (станом на 2002 рік):
- марі — 98 %